# ساوت وست اسلوپس

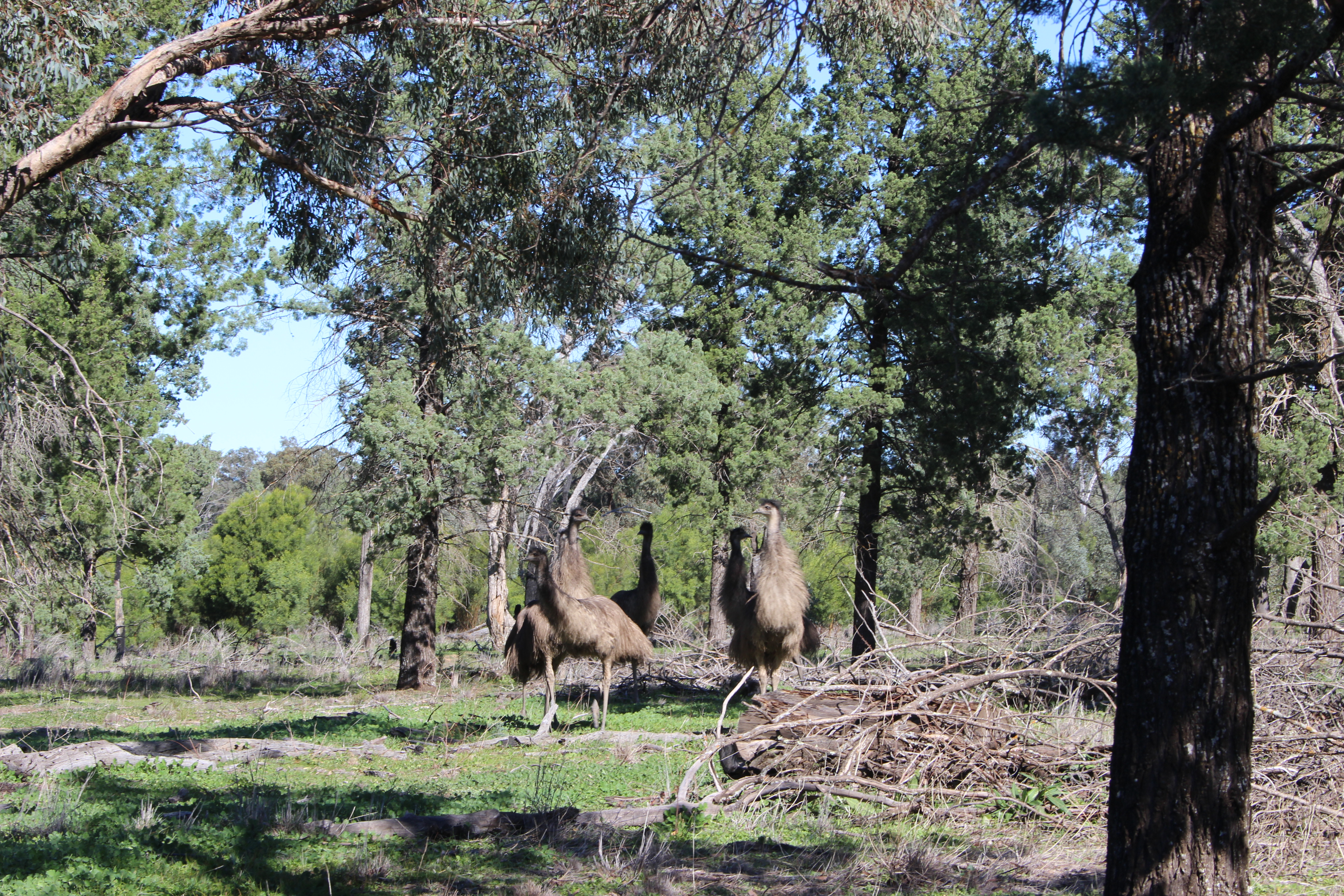
ساوت وست اسلوپس

ساوت وست اسلوپس (به انگلیسی: South West Slopes) یا دامنه‌های شمال غربی، ناحیه‌ای واقع در ایالت نیو ساوت ولز در استرالیا می‌باشد. بیش از ۹۰ ٪ از این ناحیه در این ایالت و در حدود ۱۰ درصد آن در ایالت ویکتوریا واقع است.